# Höhenleitwerk

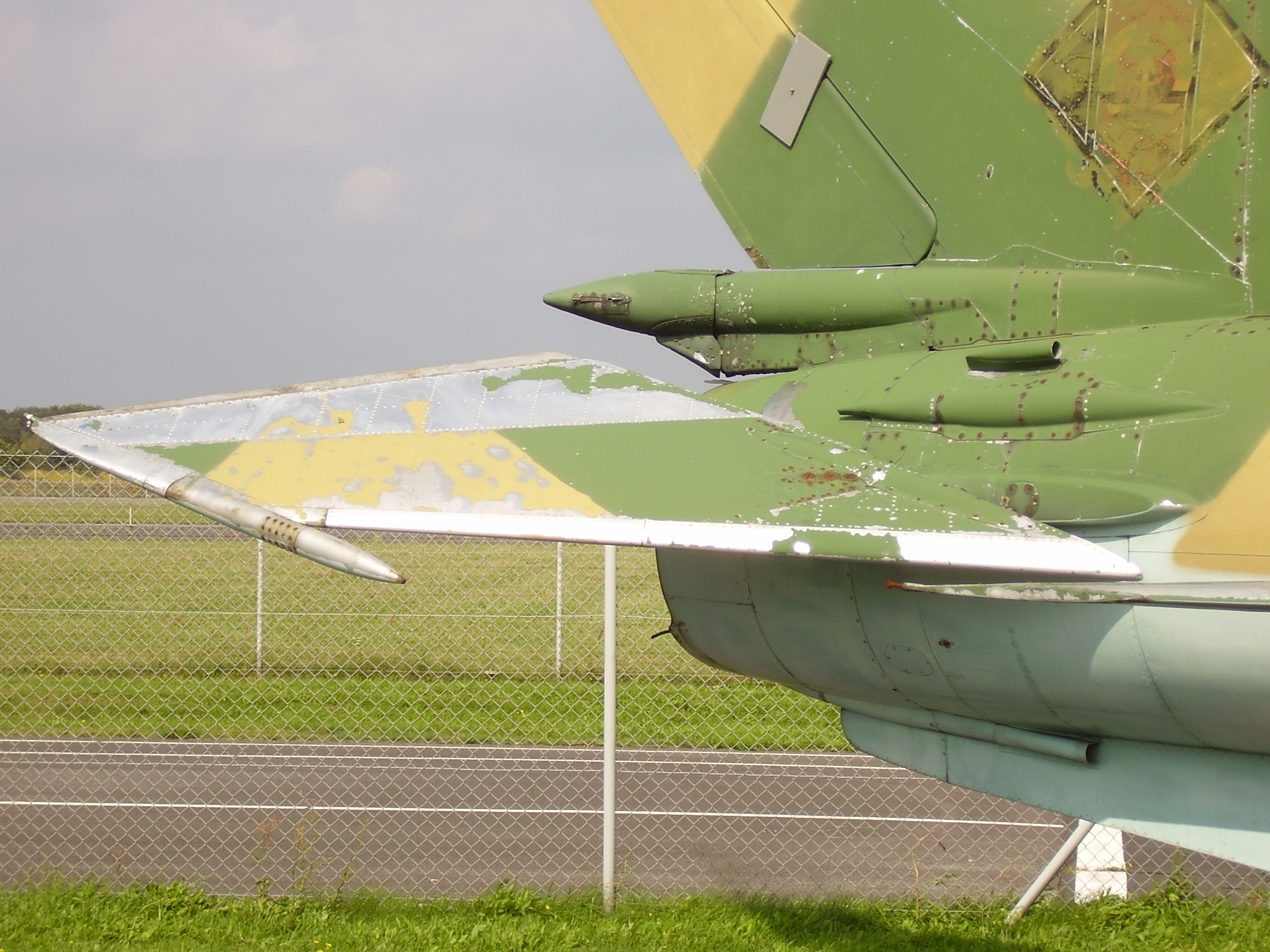
Höhenleitwerk (Pendelruder) einer MiG-21

Das Höhenleitwerk ist die horizontale Fläche des Leitwerks, meist am Heck eines Flugzeuges. Es besteht in der Regel aus einem feststehenden Teil, der Höhenflosse, und einem beweglichen Höhenruder. Das Höhenleitwerk dient zur Stabilisierung und Steuerung der Fluglage um die Querachse und damit auch zur Steuerung des Anstellwinkels, passend zur Geschwindigkeit.

## Bauformen
Das Höhenleitwerk kann am Heck des Flugzeuges, also nach den Tragflächen angebracht sein, jedoch auch davor (Canard). Bei klassischer Anordnung am Heck des Flugzeuges sind verschiedene Bauformen möglich. So ist beim T-Leitwerk das Höhenleitwerk nicht am Rumpf, sondern oben auf dem Seitenleitwerk angebracht (siehe z. B. Boeing 727). Ebenso ist eine Anordnung auf halber Höhe der Seitenleitwerksflosse als Kreuzleitwerk möglich (Beispiel: Sud Aviation Caravelle).
Bei komplexeren Flugzeugen, wie Verkehrsflugzeugen, ist auch die Höhenflosse beweglich, da sie als Trimmvorrichtung genutzt wird.
Beim so genannten Pendelruder (auch bekannt als „Stabilator“ oder „Flying Tailplane“) sind die Funktionen von Ruderklappe und Flosse in einer einzigen, als Ganzes beweglichen Fläche vereint (z. B. bei der Piper PA-28).

Normalleitwerk
Kreuzleitwerk
T-Leitwerk
Pendelruder
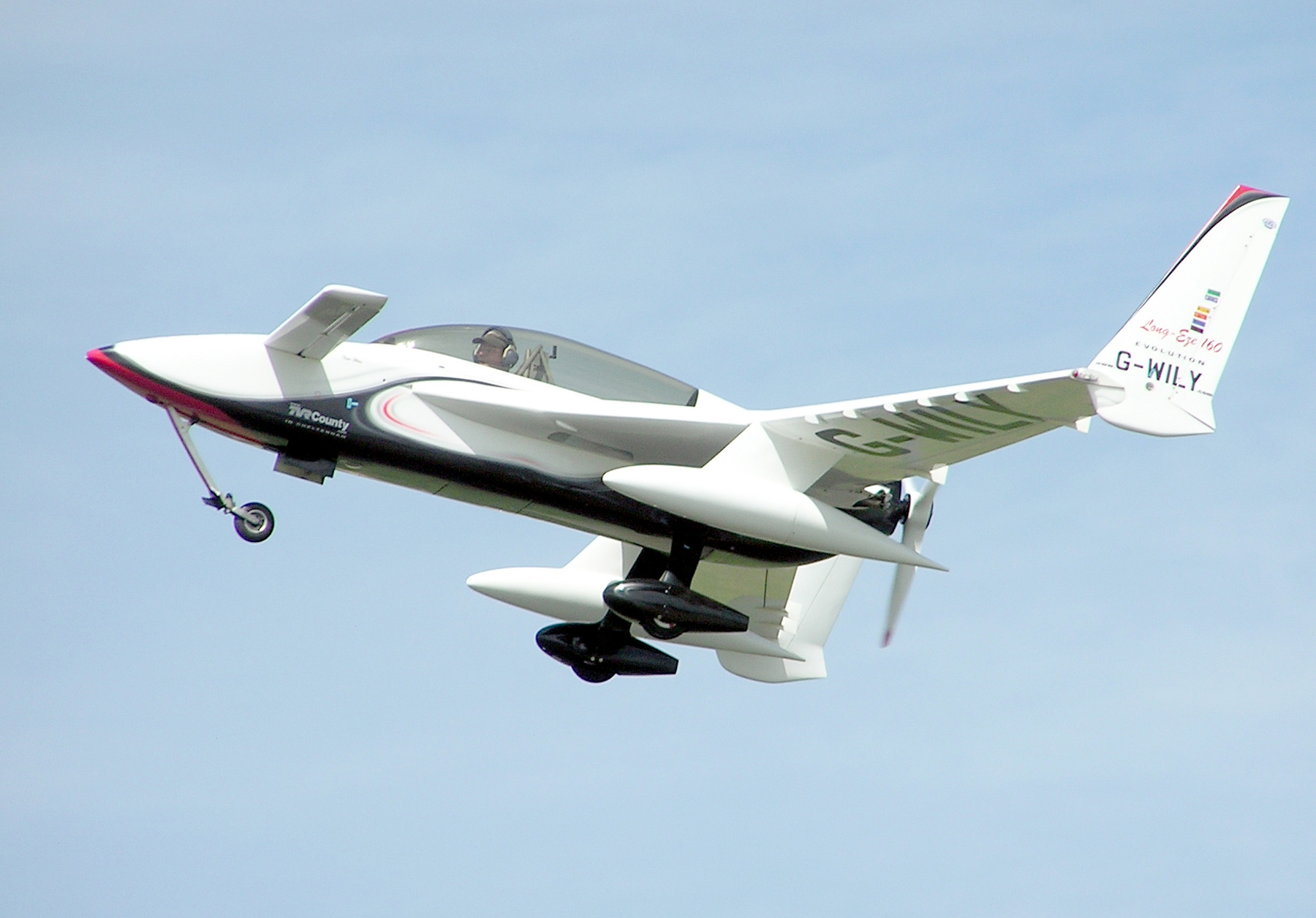
Canard-Höhenruder

## Flugstatische Auslegung
Das Höhenleitwerk übt beim statischen Geradeausflug auf das Heck eine abwärts gerichtete Kraft aus, um das kopflastige Drehmoment der Gewichtstrimmung auszugleichen. Bei der so genannten Entenbauweise ist das Höhenleitwerk vor den Tragflächen angeordnet und übt beim statischen Geradeausflug auf den Bug eine aufwärts gerichtete Kraft zum Ausgleich des kopflastigen Moments der Gewichtstrimmung aus.

## Höhenrudertrimmung

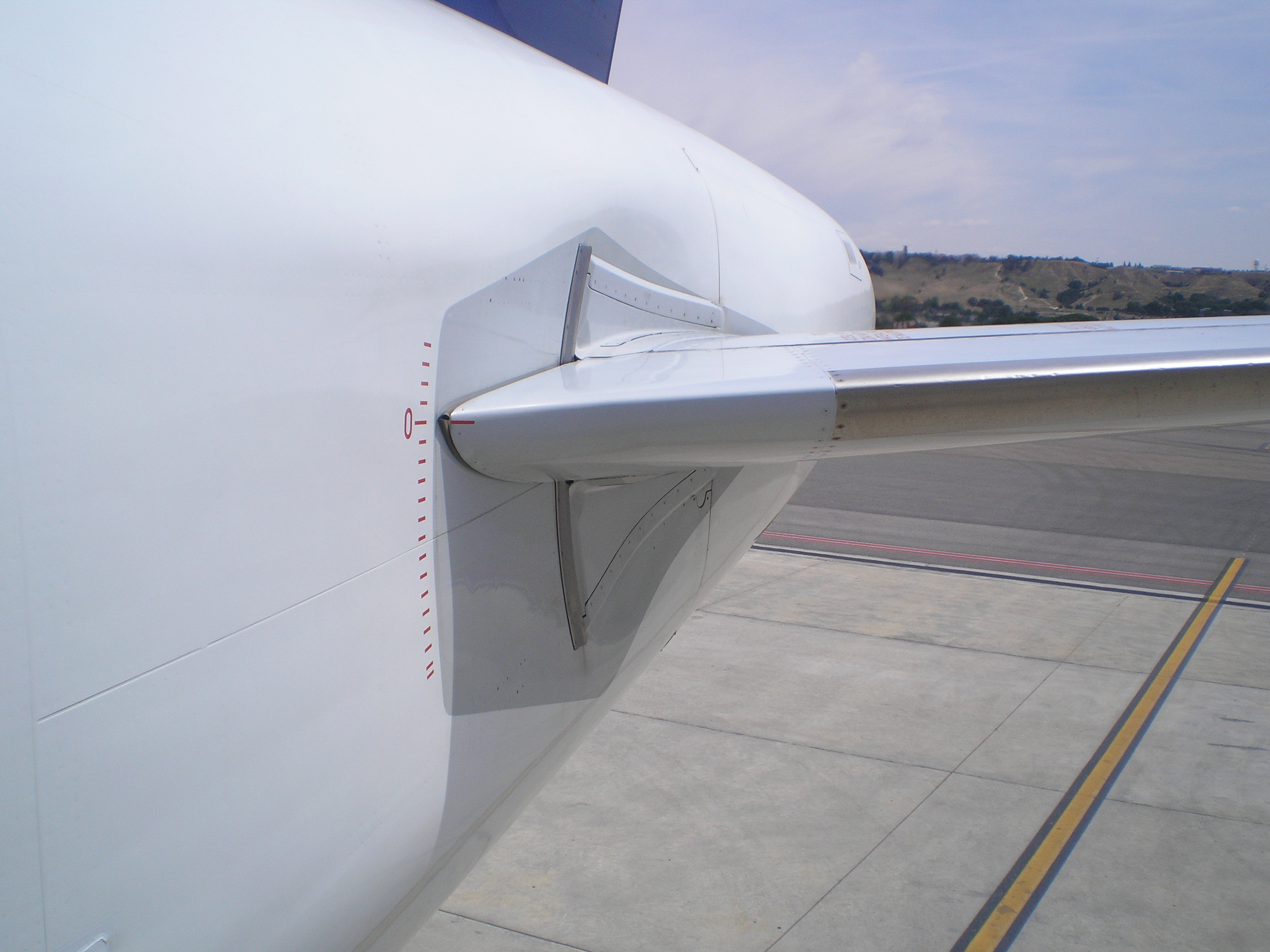
Trimmbare Höhenflosse eines Airbus A320

Beim trimmbaren Höhenleitwerk kann der Einstellwinkel des gesamten Höhenleitwerks zur dynamischen Trimmung in der Art eines Pendelruders verändert werden (Flossentrimmung), während die eigentliche Höhensteuerung durch die an der Flosse angeschlagenen Ruderklappen erfolgt (Piper PA-18, Messerschmitt Bf 109). Bei kleineren Flugzeugen kommen meist Trimmruder oder eine Federtrimmung, die auf die Ruderklappen wirkt, zum Einsatz; in diesen Fällen ist die Höhenflosse  starr mit dem Flugzeugrumpf verbunden.